# Holcencyrtus wheeleri
Holcencyrtus wheeleri är en stekelart som först beskrevs av William Harris Ashmead 1904.  Holcencyrtus wheeleri ingår i släktet Holcencyrtus och familjen sköldlussteklar. Inga underarter finns listade i Catalogue of Life.